# Vélorail du Sancerrois
Le vélorail du Sancerrois, appelée aussi ligne de vélorail de Cosne-sur-Loire, est un équipement touristique et de loisir situé en Bourgogne, dans la Nièvre, qui a pour vocation de réaliser l’association entre nature, sport et histoire.

## Histoire du vélorail
Le vélorail est une technologie qui a émergé lors du périple transibérien à vélorail, en 1930, de l'ouvrier français Lucien Péraire, qui a atteint Irkoutsk par les voies du trans-sibérien sur la bicyclette qu'il avait modifiée au bord de la Volga, au Tatarstan.

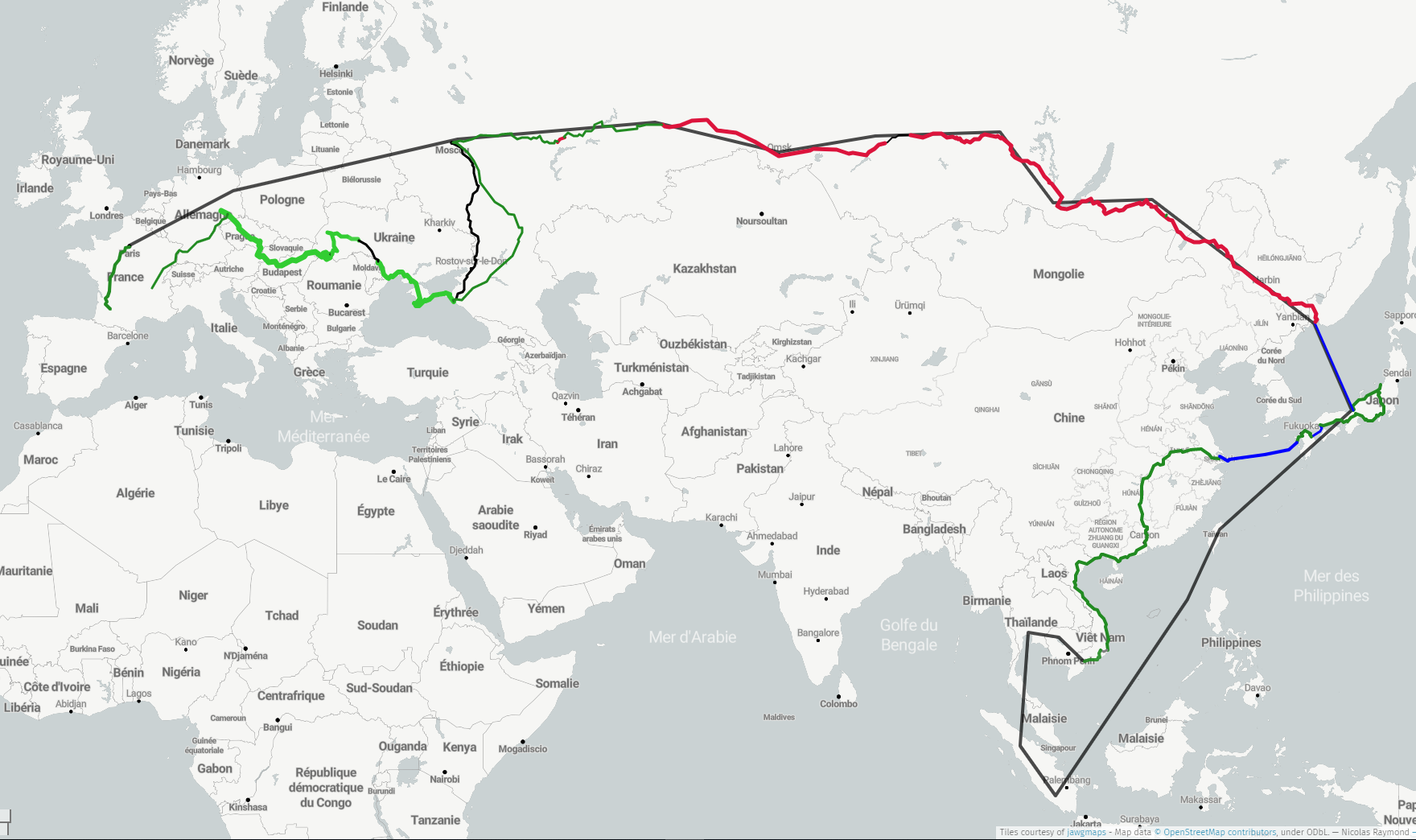
Itinéraire de Lucien Péraire lors de son voyage en 1928-1932.

## Histoire de la ligne
En 2004, lors de la conversion de cette voie ferrée en cyclorail puis son ouverture le 13 juillet, elle faisait partie des dix premiers vélorails de France. Le fondateur Patrick Bertrand était toujours gestionnaire du site en 2020. Lui  et son épouse sont également à l’origine d’un autre parcours de cyclorail, le « Cyclorail de Puisaye » de Charny à Villiers-Saint-Benoit, s’étendant sur une ligne existant depuis 1884.

## Vitesse
La vitesse de circulation oscille entre 10 et 30 km/h, permettant un parcours de promenade deux à trois fois plus long que pour des piétons. Parfois, une promenade piétonne prolonge le vélorail, au delà des rails.
Plutôt que doubler une équipe jugée trop lente, il est conseillé d'échanger les machines. Aux passages à niveaux, le vélorail a priorité sur les autos, comme un train.

## Parcours
Cette ligne de vélorail propose un parcours de 13 kilomètres aller-retour, qui utilise une ancienne ligne militaire reliant la ville de Bourges, à l’ancienne voie ferrée. Le circuit de quelques heures combine une "balade au fil de la Loire" et une "échappée entre les vignobles". Dès le début, il emprunte la traversée d’un viaduc de 856 mètres de long au-dessus de la Loire, le Viaduc de Port-Aubry, qui est le plus grand pont métallique ferroviaire français, franchissant la Loire, et reliant la commune de Cosne-Cours-sur-Loire (Nièvre) à celle de Bannay (Cher) et parmi le les ponts les plus longs de France.
Il arrive ensuite à l’écluse de Banny puis opère la traversée du canal latéral à la Loire et celle du viaduc de Saint-Satur, à la Cabarette. Quatre passages à niveau sont traversés et il faut descendre pour lever la barrière bloquant le passage, puis pousser le vélorail jusqu’à la fin du croisement.